# Беленков, Сергей Юрьевич
Сергей Юрьевич Беленков (род. 4 сентября 1992, Красноярск, Красноярский край) — российский регбист, фланкер, также способный играть на позиции хукера.

## Клубная карьера
Воспитанник клубной академии. За основную команду заявлен в 2012 году. Способен выступать в третьей линии (фланкером), а также при необходимости в первой линии хукером. В конце сезона 2014 года получил серьёзную травму и надолго выбыл из игры. После выздоровления нашел в себе силы снова пробиться в основную команду. В 2018 году вместе с ещё шестью регбистами «Енисея-СТМ» отправился в аренду в «Металлург». Вернувшись в стан «тяжелой машины» стал пятикратным чемпионом страны. В январе 2020 года по обоюдному согласию игрока и клуба «Енисей-СТМ» трудовой договор продлен не был. В середине января игрок присоединился к казанской «Стреле».

## Карьера в сборной
В составе молодёжной сборной (U-19) стал серебряным призёром Чемпионата Европы 2011 года. В 2016 году призывался на учебно-тренировочный сбор национальной сборной,, однако в окончательную заявку не попал.

## Достижения
- Чемпионат России:
  -  Чемпион России: 2012, 2014, 2016, 2017, 2019
- Кубок России:
  -  Обладатель Кубка России: 2014, 2016, 2017